# Martin Heße (Politiker)
Martin Heße (* 4. Mai 1933 in Magdeburg) ist ein ehemaliger deutscher Politiker (SED). Er war von 1987 bis 1989 Staatssekretär im Ministerium für Schwermaschinen- und Anlagenbau der DDR.

## Leben
Der Sohn eines Kaufmanns und einer Kindergärtnerin besuchte die Volksschule und arbeitete 1947/48 als Landarbeiter. Von 1948 bis 1950 erlernte er den Beruf des Maurers. Er trat 1949 in die FDJ ein und war von 1950 bis 1952 Instrukteur der FDJ-Kreisleitung Wernigerode. Von 1952 bis 1957 fungierte er als Sekretär und 1954/55 als 1. Sekretär der FDJ-Stadtleitung Magdeburg. Im Jahr 1954 wurde er Mitglied der SED. 
1958/59 qualifizierte er sich im VEB Schwermaschinenbau „Ernst Thälmann“ Magdeburg zum Stahlwerker, wurde 1. Schmelzer und 1960 Meister. Ein Fernstudium an den Ingenieurschulen Leipzig und Riesa bestand er als Ingenieur-Ökonom. 1962 wurde er Obermeister, 1964 stellvertretender Abschnittsleiter der Stahlgießerei und später stellvertretender Betriebsleiter im Ernst-Thälmann-Werk Magdeburg. Von 1966 bis 1969 war er einer der stellvertretenden Parteisekretäre der SED des Ernst-Thälmann-Werkes. Von 1969 bis 1973 war er politischer Mitarbeiter der SED-Bezirksleitung Magdeburg. Ein Fernstudium an der Parteihochschule „Karl Marx“ schloss er 1973 als Diplom-Gesellschaftswissenschaftler ab. Von Dezember 1973 bis Juli 1979 war er als Nachfolger von Hans Winterfeld Parteiorganisator des ZK der SED und Parteisekretär der Betriebsparteiorganisation (BPO) des Schwermaschinenbau-Kombinats „Ernst Thälmann“ (SKET). Heße war von Februar 1974 bis Dezember 1987 Mitglied der SED-Bezirksleitung Magdeburg. 
Am 3. Juli 1979 wurde er von Minister Gerhard Zimmermann als Generaldirektor des VEB Schwermaschinenbaukombinat „Ernst Thälmann“ Magdeburg eingesetzt (Nachfolger von Eckhard Netzmann). Als Vorsitzender des Gesellschaftlichen Rates der Technischen Universität Magdeburg wurde ihm am 24. März 1987 durch die TU Magdeburg die Ehrendoktorwürde verliehen.
Wegen seiner Berufung zum Staatssekretär im Ministerium für Schwermaschinen- und Anlagenbau der DDR wurde er am 8. Juli 1987 von Minister Hans-Joachim Lauck als Generaldirektor des SKET abberufen. Die Funktion des Staatssekretärs mit dem Zuständigkeitsbereich für Außenwirtschaft und Absatz behielt er bis Dezember 1989.
Nach der Wende in der DDR kehrte er nach Magdeburg zurück und wurde Vorsitzender der Geschäftsführung der ASUG Antriebstechnik GmbH.